# Solway Star Football Club
Maillots
Solway Star Football Club est un ancien club de football écossais basé à Annan, Dumfries and Galloway et qui a été actif entre 1911 et 1947, membre de la Scottish Football League entre 1923 et 1926. 

## Histoire
Le club a été fondé en 1911, adhérant à la Southern Counties Football League puis à la Western League. Ils intégrèrent ensuite la Scottish Football League en 1923 à la suite de la création de la Division 3. Ils jouèrent les 3 saisons de la Division 3 jusqu'à son arrêt en 1926, terminant respectivement à la 11e, 3e et 11e place. 
Quand la Division 3 disparut en 1926, ils adhérèrent à la Scottish Football Alliance puis à la South of Scotland Football League jusqu'en 1933, où ils quittèrent les ligues pour se consacrer aux matches amicaux et de coupe. Le club arrêta son activité en 1947.